# Новоселівка (Тульчинський район)
Новосе́лівка — село в Україні, у Брацлавській селищній громаді Тульчинського району Вінницької області. Населення становить 454 особи.
Відстань до м. Немирів становить понад 37 км і проходить автошляхом Р08.
У минулому — с. Мачуха Брацлавського повіту.

## Історія
7 (20) листопада 1917 року, відповідно до Третього Універсалу Української Центральної Ради, увійшло до складу Української Народної Республіки.
12 червня 2020 року, відповідно до Розпорядження Кабінету Міністрів України від  № 707-р «Про визначення адміністративних центрів та затвердження територій територіальних громад Вінницької області», увійшло до складу Брацлавської селищної громади.
19 липня 2020 року, в результаті адміністративно-територіальної реформи та ліквідації Немирівського району, село увійшло до складу Тульчинського району.

## Відомі люди
- Завальнюк Інна Яківна — мовознавець.